# Autobahn A13 (Schweiz)
Die Schweizer Autostrasse A13 beziehungsweise Autobahn A13 ist eine zweispurige, streckenweise vierspurige Nationalstrasse (N13). Sie bildet nach der A2 die zweitwichtigste Nord-Süd-Verbindung des Landes. Obwohl ausschliesslich auf Schweizer Gebiet in den Kantonen Tessin, Graubünden und St. Gallen gelegen, spielt sie auch für die Erschliessung des Fürstentums Liechtenstein eine wichtige Rolle. Die eigentliche Alpenquerung erfolgt auf der 1967 erstellten Autostrasse zwischen Thusis und Soazza.

## Geschichte

### Abschnitt St. Margrethen–Bad Ragaz
Ende August 1962 wurde die 5 Kilometer lange N13 zwischen Sargans und Bad Ragaz dem Verkehr übergeben, Ende 1964 folgte der 18 Kilometer lange Abschnitt zwischen St. Margrethen und Oberriet. Diese zwei Teilstrecken waren zu diesem Zeitpunkt zweispurige Autostrassen (Nationalstrassen 2. Klasse). Die Fertigstellung kurz nach dem Beschluss des Baus eines Nationalstrassennetzes durch den Bund am 21. Juni 1961 rührt daher, dass der Kanton St. Gallen schon vor Beschlussfassung in Eigenregie Autostrassen plante.
Mit Stand 1966 ist der zu diesem Zeitpunkt noch fehlende Abschnitt zwischen Oberriet und Sargans bereits projektiert bzw. im Bau gewesen. Die Fertigstellung erfolgte in den 1970er Jahren. Beim Abschnitt zwischen St. Margrethen und Haag handelte es sich dabei um eine Autostrasse, bei dem zwischen Haag und Sargans eine Autobahn. Nach und nach wurden die verbliebenen Autostrassenteilstücke als Autobahnen ausgebaut. 2002 wurde der letzte Ausbau, der Ausbau der Autostrasse Au bis Diepoldsau in eine Autobahn, abgeschlossen, es war die letzte Baustelle der N13 im Rahmen des Netzausbaus bzw. des Nationalstrassennetzes im Kanton St. Gallen. Der Ausbau von nicht richtungsgetrennten Autostrassen in Autobahnen wurde damals als dringend empfunden, galt der Autostrassenabschnitt im Rheintal doch als «Todesstrecke», mit 94 Verkehrstoten zwischen 1976 und 2002.

### Abschnitt Bad Ragaz–Bellinzona
Der Alpenübergang hat eine 2000-jährige Geschichte und wurde schon zu Römerzeiten und zuvor begangen. Er stand dabei im Wettbewerb zum stärker begangenen Splügenpass, rund 15 Kilometer östlich. Nach 1817 wurde nach einer Hungersnot im Kanton Graubünden der Strassenbau voran getrieben und von 1818 bis 1822 die erste durchgehend erneuerte Fahrstrasse über den San-Bernardino-Pass eröffnet. Eine ganzjährig durchgehende Verbindung für Fahrzeuge auf dieser Strecke existierte erst seit 1967 mit der Eröffnung des San-Bernardino-Tunnels. Am 10. April 1965 wurde die Tunnelröhre des San-Bernardino-Tunnels zwischen den Dörfern Hinterrhein und San Bernardino bergmännisch durchschlagen und am 1. Dezember 1967 für den Verkehr eröffnet. Der 6,6 km lange Strassentunnel ermöglichte erstmals eine ganzjährige Strassenverbindung für die Bündner Südtäler Misox und Calancatal in die Hauptstadt Chur und wurde Teil der Nationalstrasse N13 (heute A13). 1969 wurde mit dem Bau des letzten Abschnittes von Bärenburg nach Reischen begonnen. Der Abschnitt kostete 29 Millionen Franken und wurde im Jahr 1973 eröffnet. Damit bestand eine durchgehende Autostrasse von Thusis bis Soazza. Die Zufahrtsstrecken bis Thusis und bis Soazza wurden auf den Kantonsstrassen bewältigt.
Am 7. November 2016 wurde ein weiterer Abschnitt der Autostrasse ersetzt; die Durchfahrt durch Roveredo wurde mit einer Ortsumfahrung in einem Tunnel überflüssig, welcher seit 2008 in Bau war. Der Durchschlag des Tunnels war am 30. November 2012, es gibt (zunächst) nur eine Röhre mit je einer Richtungsfahrbahn.
Im Jahr 2017 wurde von einer Interessengemeinschaft über die Idee der ersten Autobahnkirche der Schweiz bei Andeer informiert. Im Februar 2020 wurde das Vorprojekt mit einem Entwurf der Architekten Herzog und de Meuron vorgestellt. Es orientiert sich an den mittelalterlichen Wegkapellen und verbirgt die weit grösseren drei geplanten Räume unter dem Boden. Es war dies der erste Kirchenentwurf des Architekturbüros.

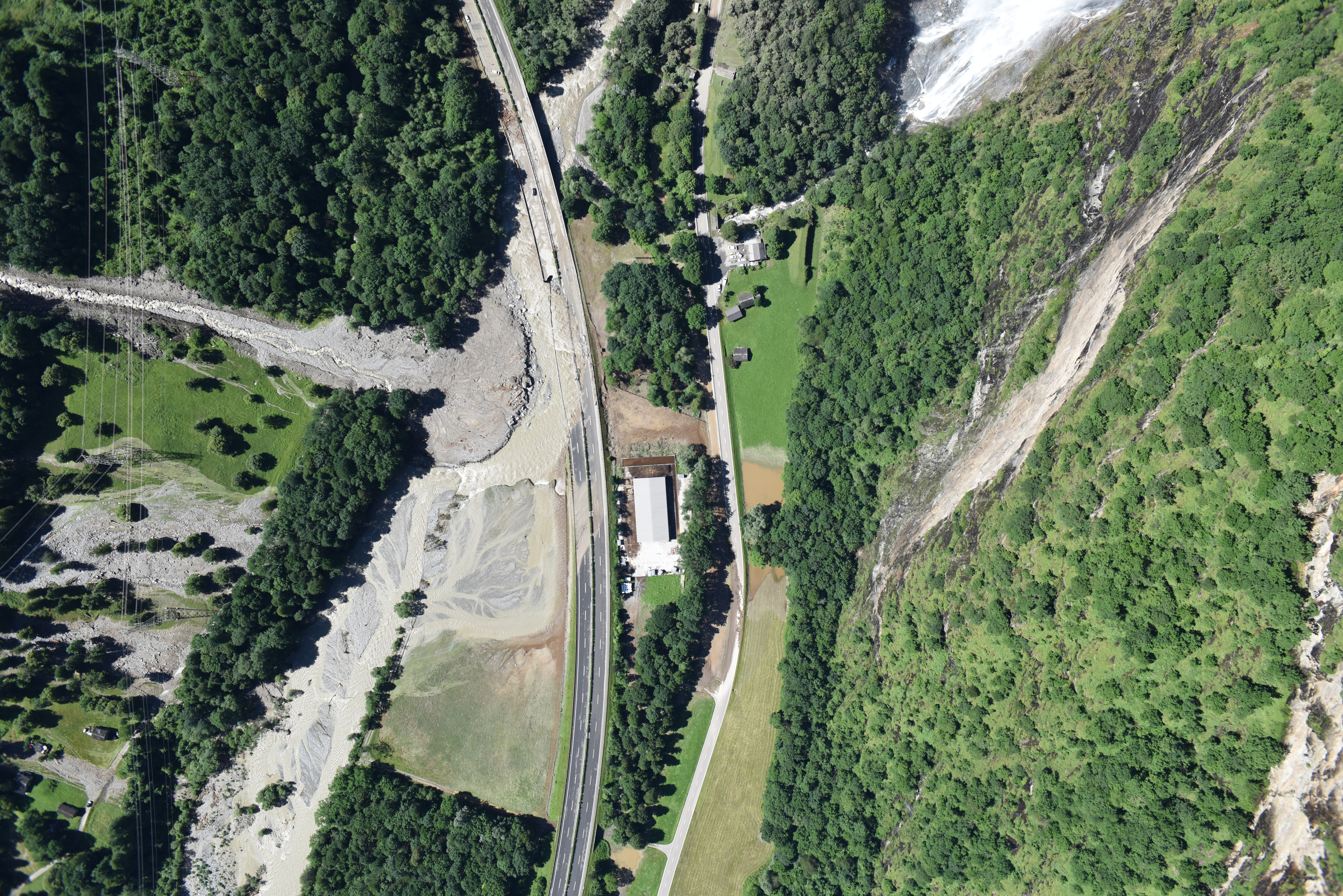
Zerstörte Autobahn bei Buffalora am 22. Juni 2024

Unwetter am 21. Juni 2024 führten dazu, dass die Autobahn unterhalb von Soazza unterbrochen wurde. Alle vier Spuren wurden nördlich der Buffalora-Brücke von der Moesa unterspült und weggeschwemmt, nachdem Geröll einer Rüfe aus dem Seitental Val d'Orbel den Talfluss aufgestaut und zur Autobahn abgelenkt hatte. Die Buffalora-Brücke wurde nicht beschädigt. Das Bundesamt für Verkehr erwartete eine einspurige Wiedereröffnung innerhalb zweier Wochen, am 1. Juli war die Fahrbahn bereits asphaltiert für die Eröffnung am 5. Juli. Für den betroffenen Strassenabschnitt war bereits zuvor bekannt, dass er dem Risiko von Murgängen ausgesetzt ist. Im Juni 2019 wurde besagter Abschnitt vorsorglich wegen Hochwasser für einige Stunden gesperrt. Seither wurden bauliche Massnahmen zum Schutz der Autobahn ergriffen.

### Abschnitt Bellinzona-Ascona
Der Teil zwischen Ascona und einem Kreisel südlich von Gaggiole im Tessin ist als Autostrasse ausgebaut. Dieser Teil war bis 2020 eine kantonale Autostrasse, bevor sie in das Nationalstrassennetz aufgenommen wurde.

## Verlauf

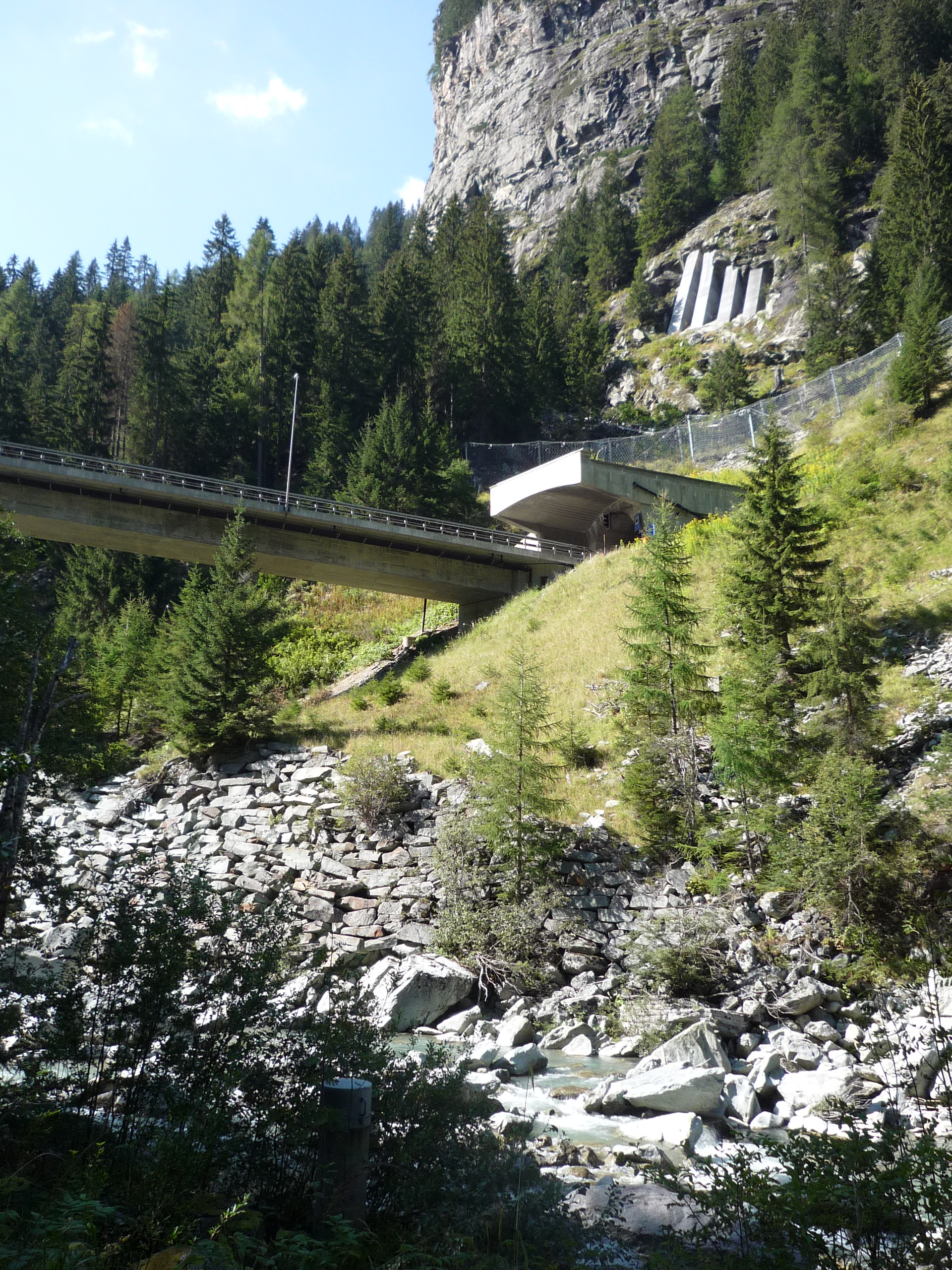
Die Autostrasse N13 in der Roflaschlucht; Traversabrücke und Eingang Süd des Roflatunnels mit Fluss- und Steinschlagverbauungen

Die A13 beginnt im sankt-gallischen St. Margrethen im Anschluss an die A1, geplant ist auf Vorarlberger Seite ein weiterer Anschluss an die Bodensee-Schnellstraße S18. Anschliessend führt sie durch das ganze Rheintal, entlang der Landesgrenze zu Österreich und Liechtenstein, nach Sargans, wo die A3 sich der A13 anschliesst.
Die Autobahn führt sodann weiter zur Bündner Hauptstadt Chur, wobei auf einem Teilstück zwischen Zizers und Chur die beiden Fahrbahnen aufgrund des nachträglichen Ausbaus der ursprünglichen Autostrasse nicht parallel verliefen. 2017 wurde die nach Norden führende Spur zur weiter westlichen verlegt. Bei Reichenau besteht die Möglichkeit, auf die Hauptstrasse 19 in Richtung Flims-Disentis/Mustér–Andermatt–Brig abzuzweigen. Ab dem Anschluss Reichenau umfährt die A13 als nicht richtungsgetrennte Autostrasse das Auengebiet Isla Bella in einem Tunnel, um dann als richtungsgetrennte Autostrasse durch das Domleschg Thusis zu erreichen (rund 600 m ü. M.).
Ab hier steigt die erneut nicht richtungsgetrennte Autostrasse zur Alpenüberquerung zuerst durch die Viamala-Schlucht und durchquert danach die Talschaft Schams sowie die Roflaschlucht zum obersten Talabschnitt, dem Rheinwald. Bei Splügen zweigt der ehemals bedeutungsvolle Splügenpass ab und bei der letzten Tal-Gemeinde Hinterrhein mündet die Strasse auf 1613 m ü. M. in den 6,6 km langen San-Bernardino-Tunnel.
Nach dem Tunnel geht es, geprägt von Lawinenschutzgalerien und langen Kehren, über die Nanin- und die Cascellabrücke hinunter ins Misox nach Mesocco auf 730 m ü. M.. Von Thusis nach Mesocco beträgt die Strecke ca. 58 km mit einer Höhendifferenz von über 1000 Metern.
Südlich von Mesocco wird die Autostrasse unterhalb Soazza bis kurz vor Roveredo GR wieder zu einer Autobahn. Bis zur Eröffnung eines Umfahrungstunnels im Jahr 2016 zerschnitt die Autostrasse das Ortszentrum von Roveredo. Die A13 führt weiter talauswärts und schliesst sich kurz vor der Tessiner Hauptstadt Bellinzona der A2 auf einer Höhe von 240 m ü. M. an.
Zwischen Ascona und einem Kreisel südlich von Gaggiole im Tessin ist die A13 als Autostrasse ausgebaut. Locarno wird mit dem 5 km langen Mappo-Morettina-Tunnel umfahren. In diesem gibt es für jede Richtung eine Fahrspur.

## Schwere Zwischenfälle
Das ursprünglich weitgehend nicht richtungsgetrennte Teilstück im Rheintal von Sargans nach St. Margrethen galt lange Zeit als «Todesstrecke»: Immer wieder kam es zu schweren Frontalkollisionen. In den Jahren 1979 bis 2002 starben auf der damaligen Autostrasse A13 96 Personen, fünfmal so viele wie sonst im Schweizer Nationalstrassennetz. Durch den Ausbau zu einer Autobahn auf der ganzen Strecke konnte die Unfallgefahr verringert werden.
Am 16. September 2006 brach im Viamala-Tunnel nach einer Frontalkollision zwischen einem Reisebus und einem Personenwagen ein Feuer aus, in dem neun Personen umkamen. In die Kollision verwickelt wurde ein zweiter Personenwagen. Mindestens weitere vier Fahrzeuge wurden im Tunnel in Mitleidenschaft gezogen.
Nachdem ein Reisebus kurz vor dem Pfingstwochenende 2018 im San-Bernardino-Tunnel ausgebrannt war, musste der Tunnel für mehrere Tage gesperrt werden.

## Verlagerung des Transitschwerverkehrs auf die Schiene
Als Transitroute muss auch die A13 durch die laufenden Anstrengungen zur Verkehrsverlagerung entlastet werden. Während der Sperrung des Gotthardtunnels im Jahr 2006 fuhr die Hälfte des alpenquerenden Schwerverkehrs der Schweiz infolge einer Baustelle über die 1818 gebaute San-Bernardino-Strasse (Hauptstrasse H13). Aufgrund der steilen Steigungen ist die Route auch auf der jetzigen, 1967 gebauten Strasse für den Transitverkehr nicht geeignet. Für die Zukunft wird die Einführung einer Alpentransitbörse diskutiert.

## Bilder

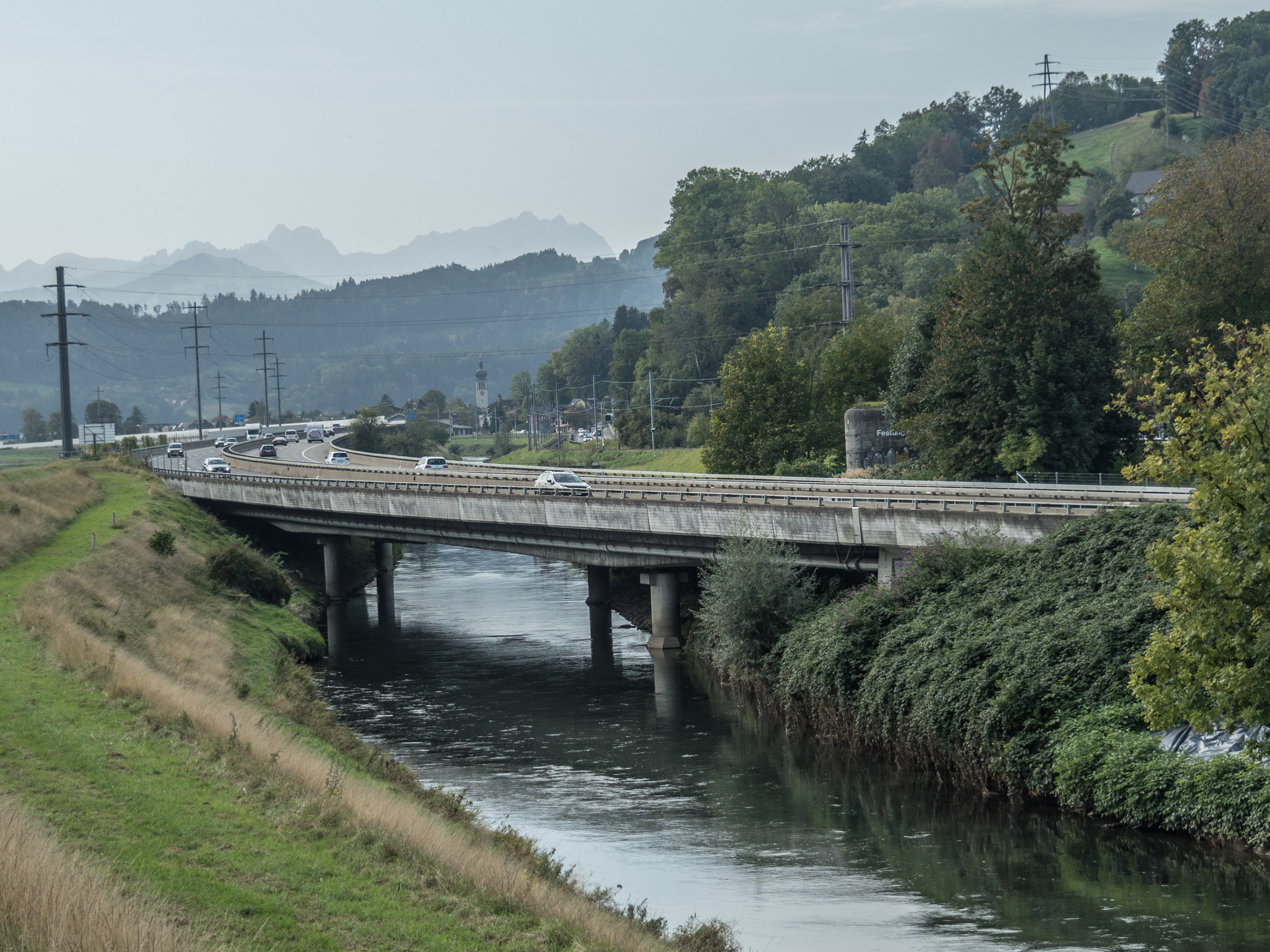
A13 über den Rheintaler Binnenkanal bei St. Margrethen (2023)
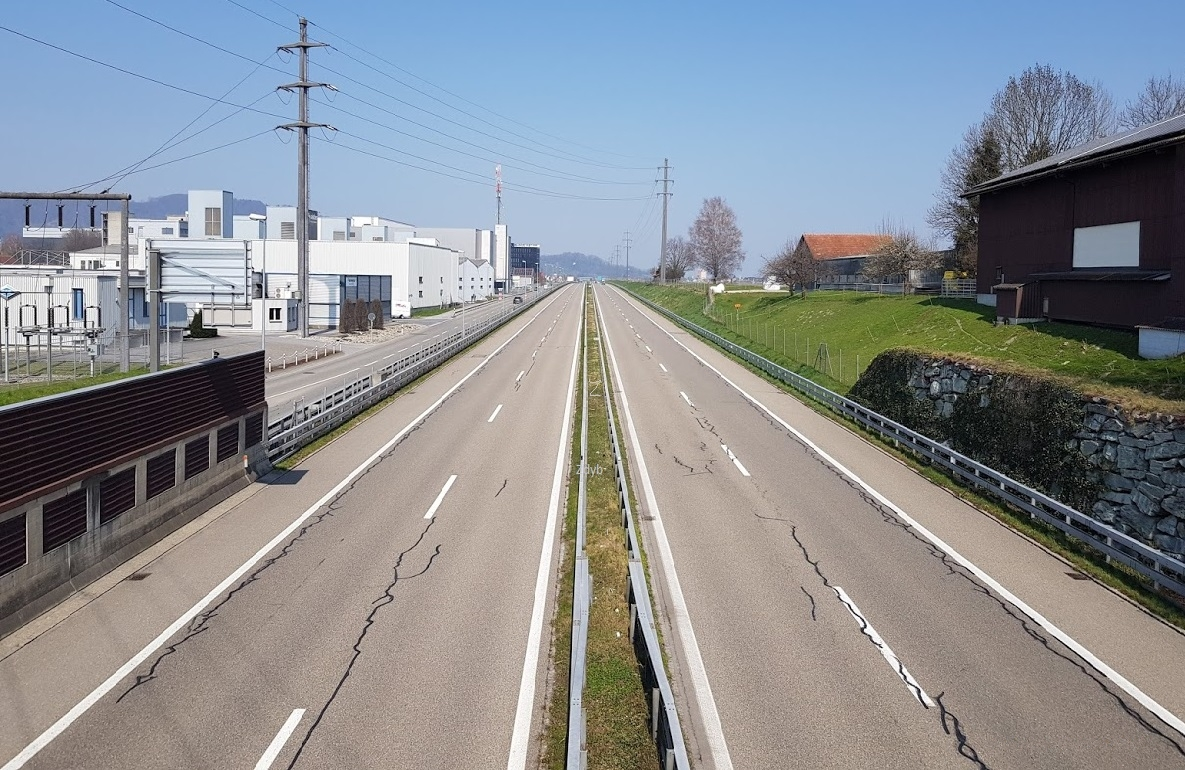
A13 bei Widnau (2020)
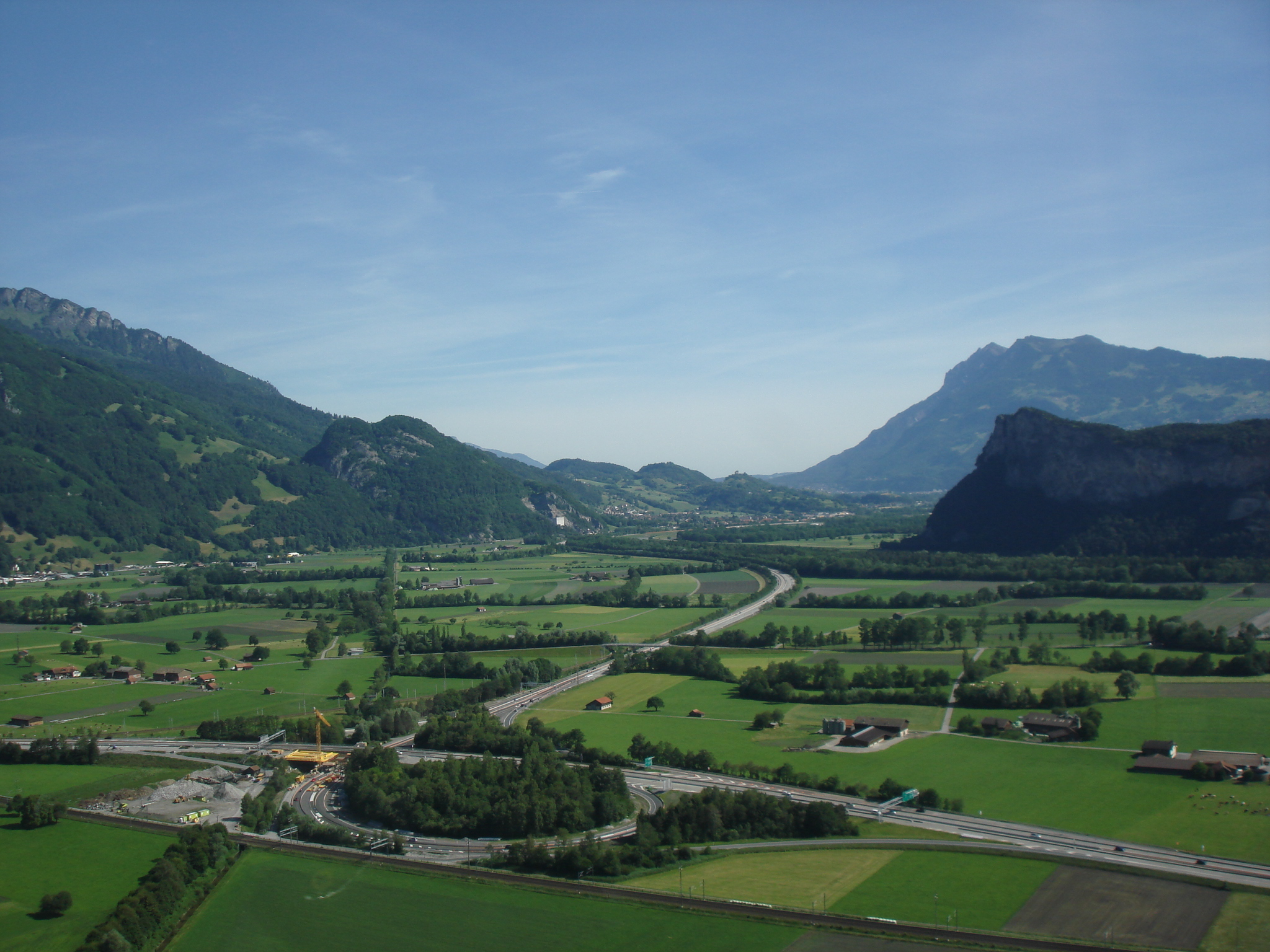
Verzweigung Sarganserland, mit A3 links (2011)
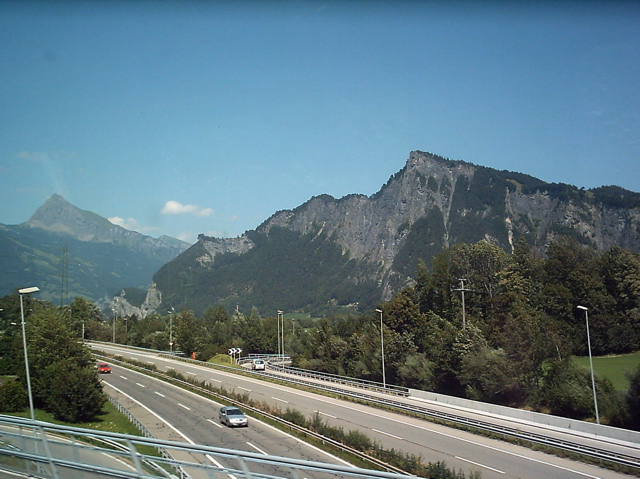
A13 bei Maienfeld (2004)
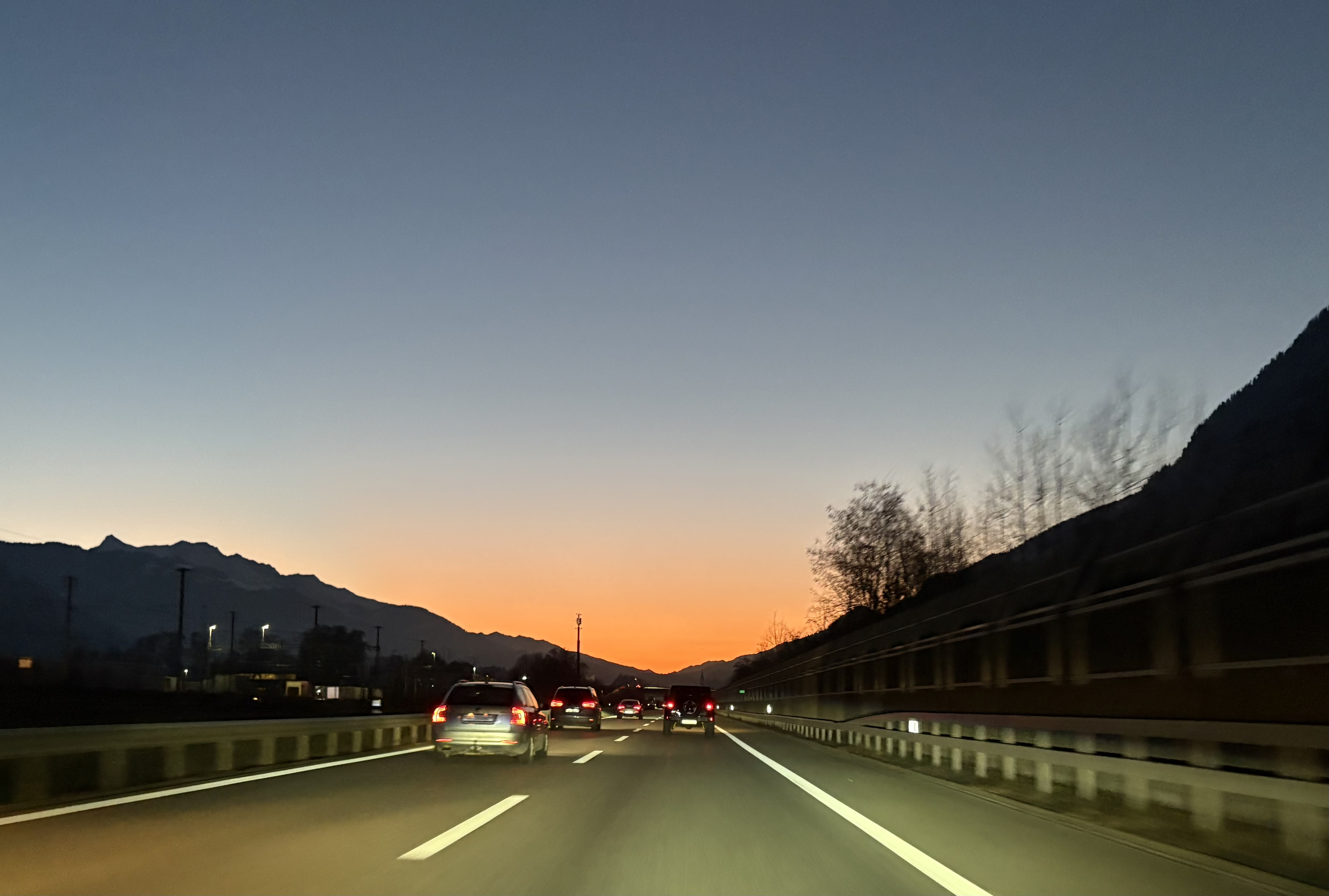
Bei Felsberg
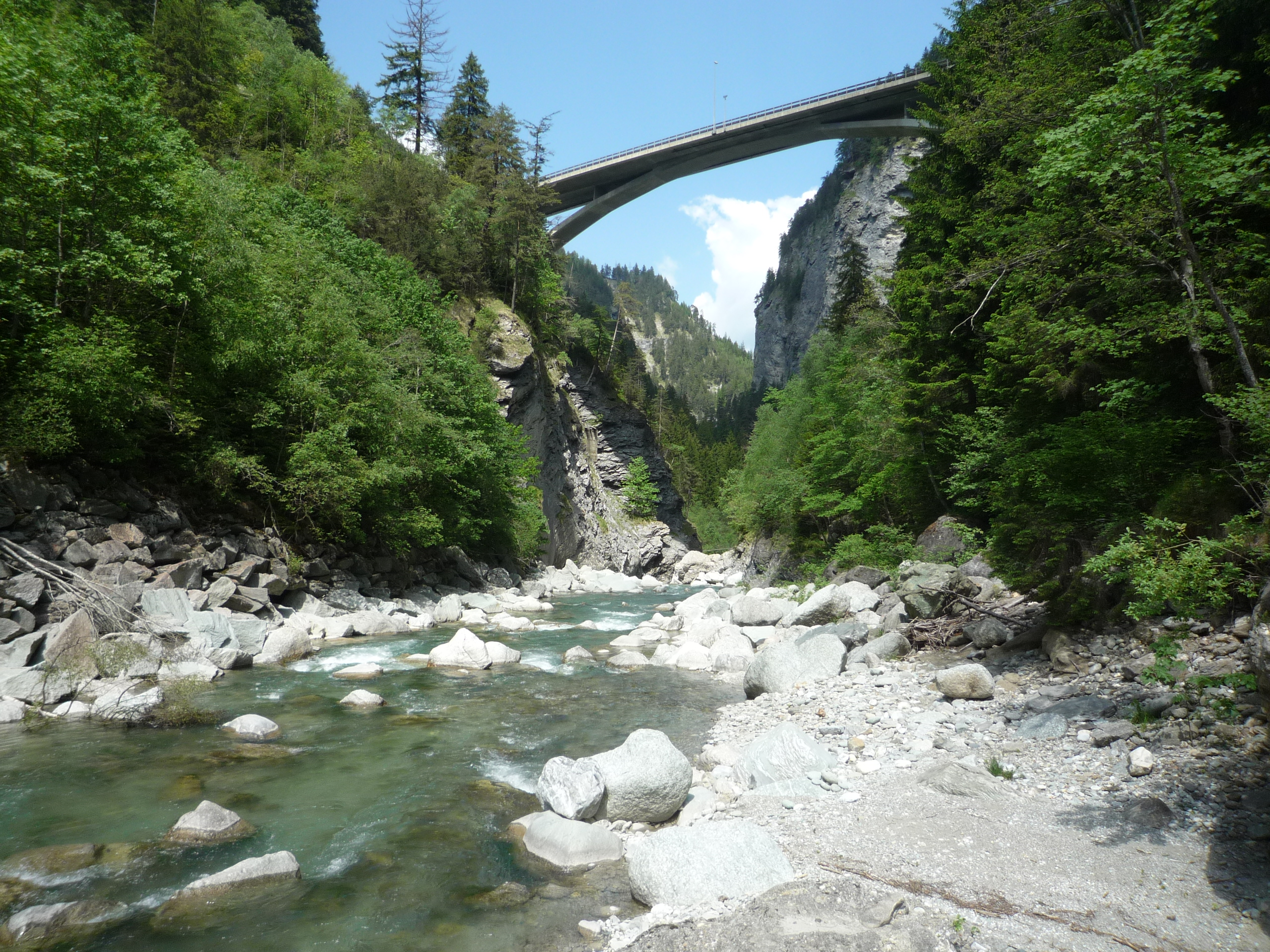
Die von Christian Menn entworfene[18] Brücke in der Viamala (2012)
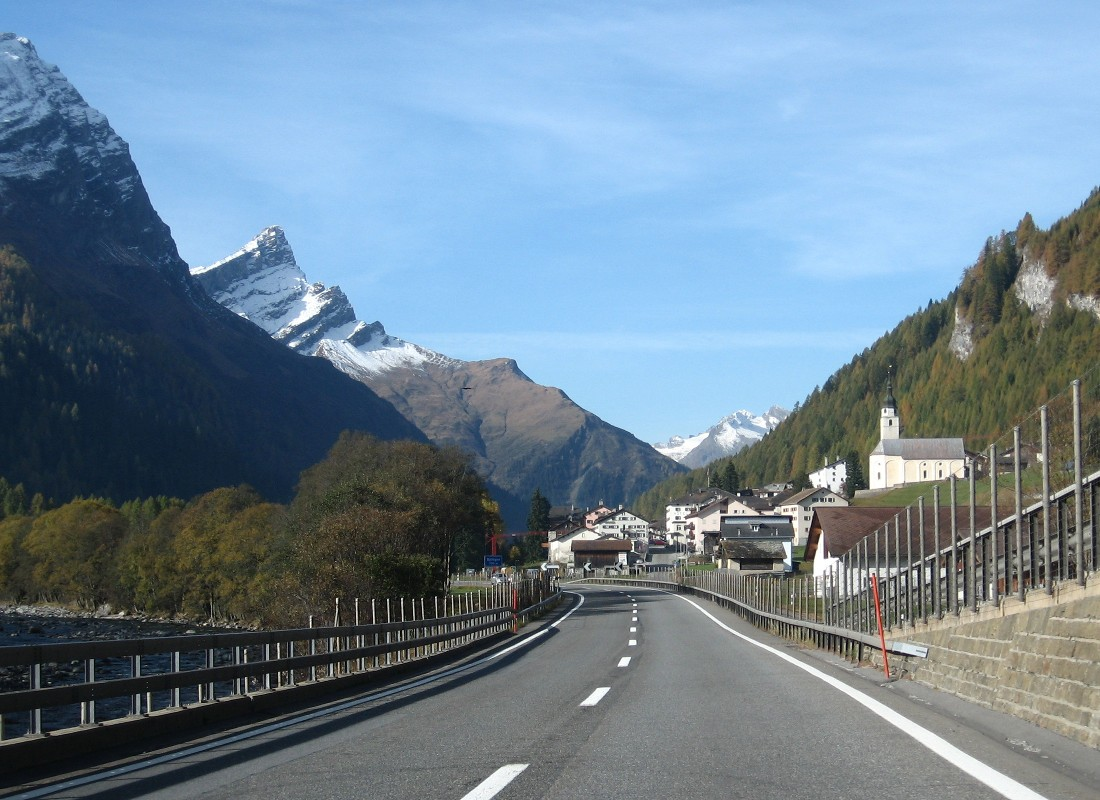
A13 bei Splügen (2008)
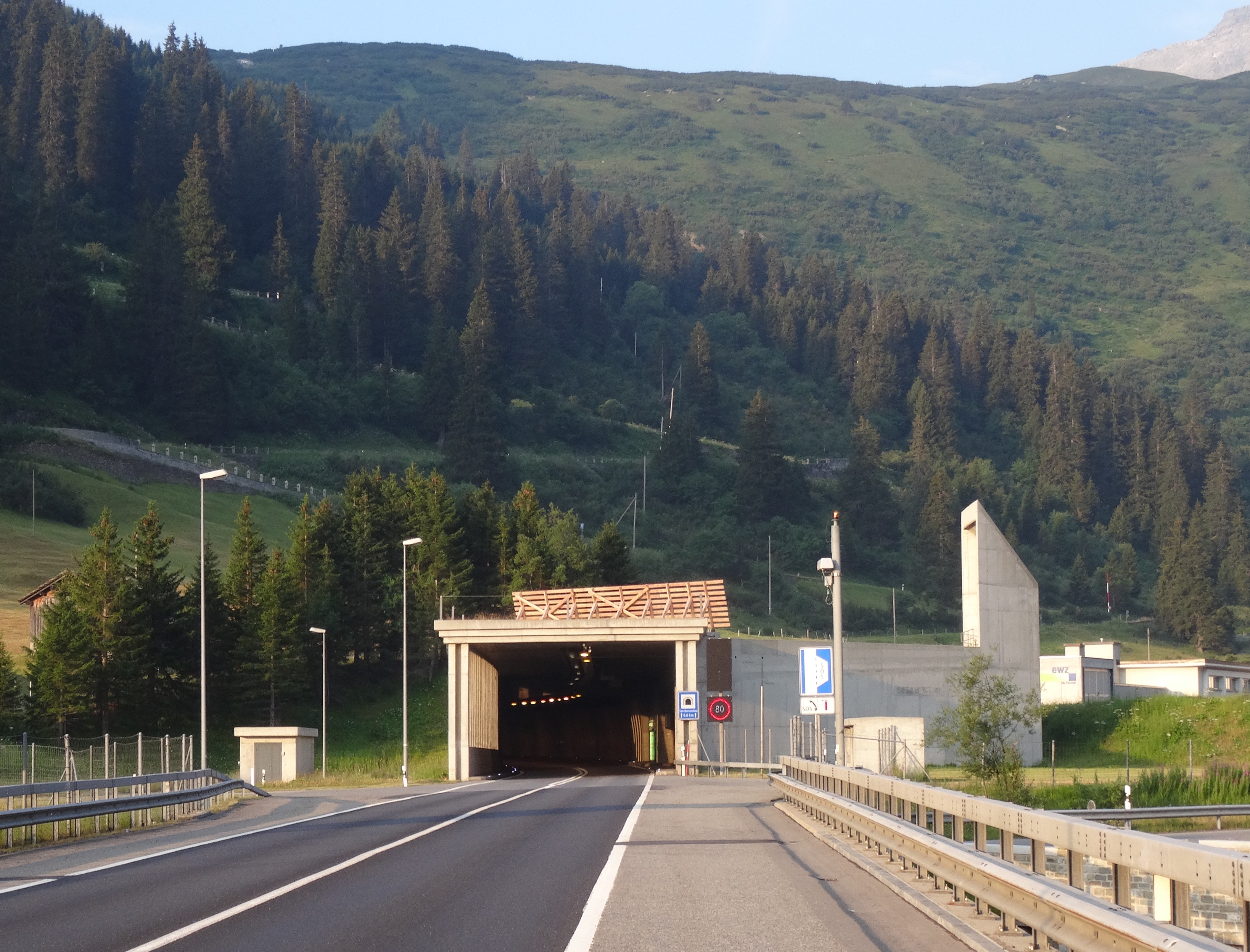
Einfahrt in den San-Bernardino-Tunnel (2015)
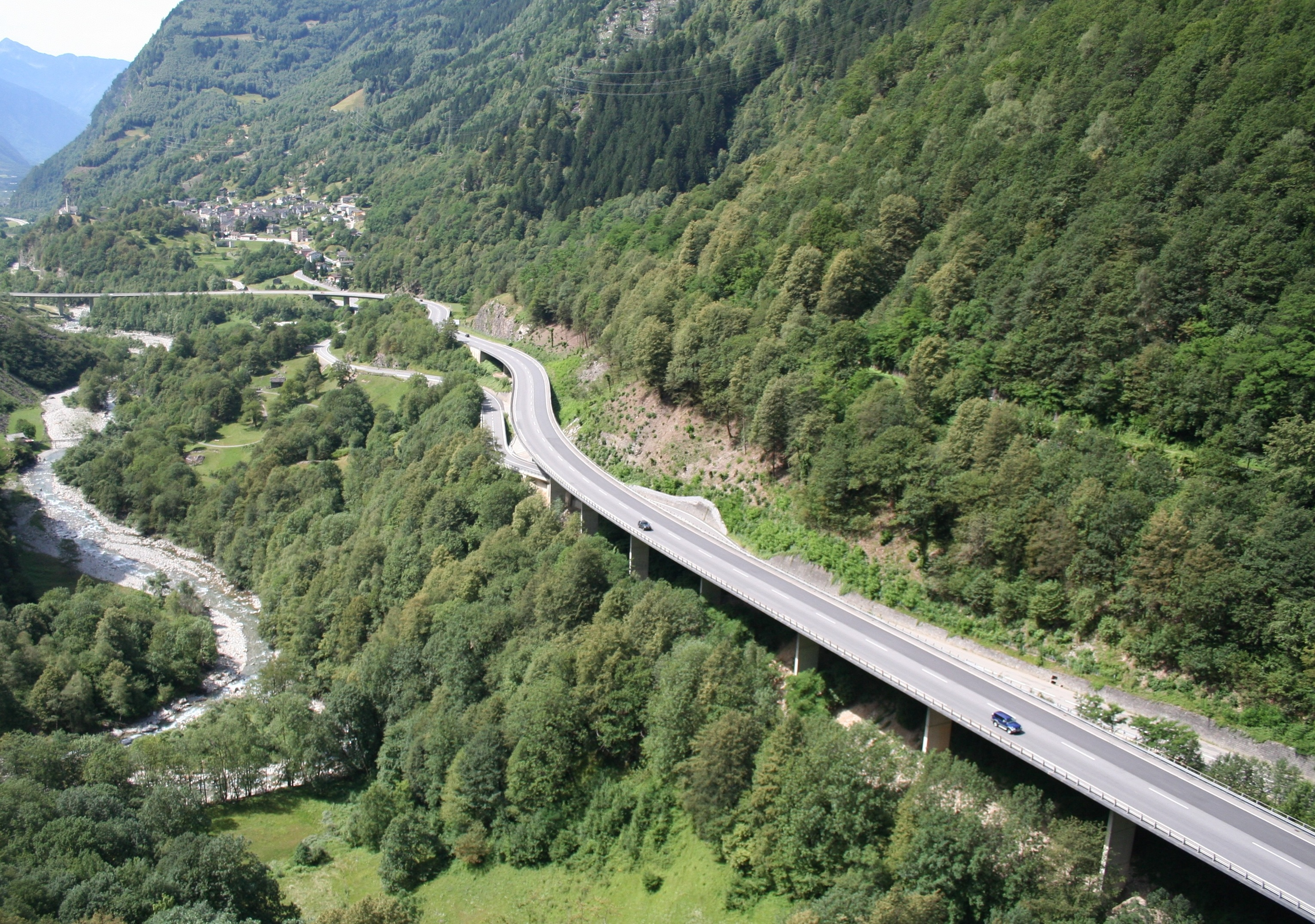
A13 unterhalb Mesocco (2010)
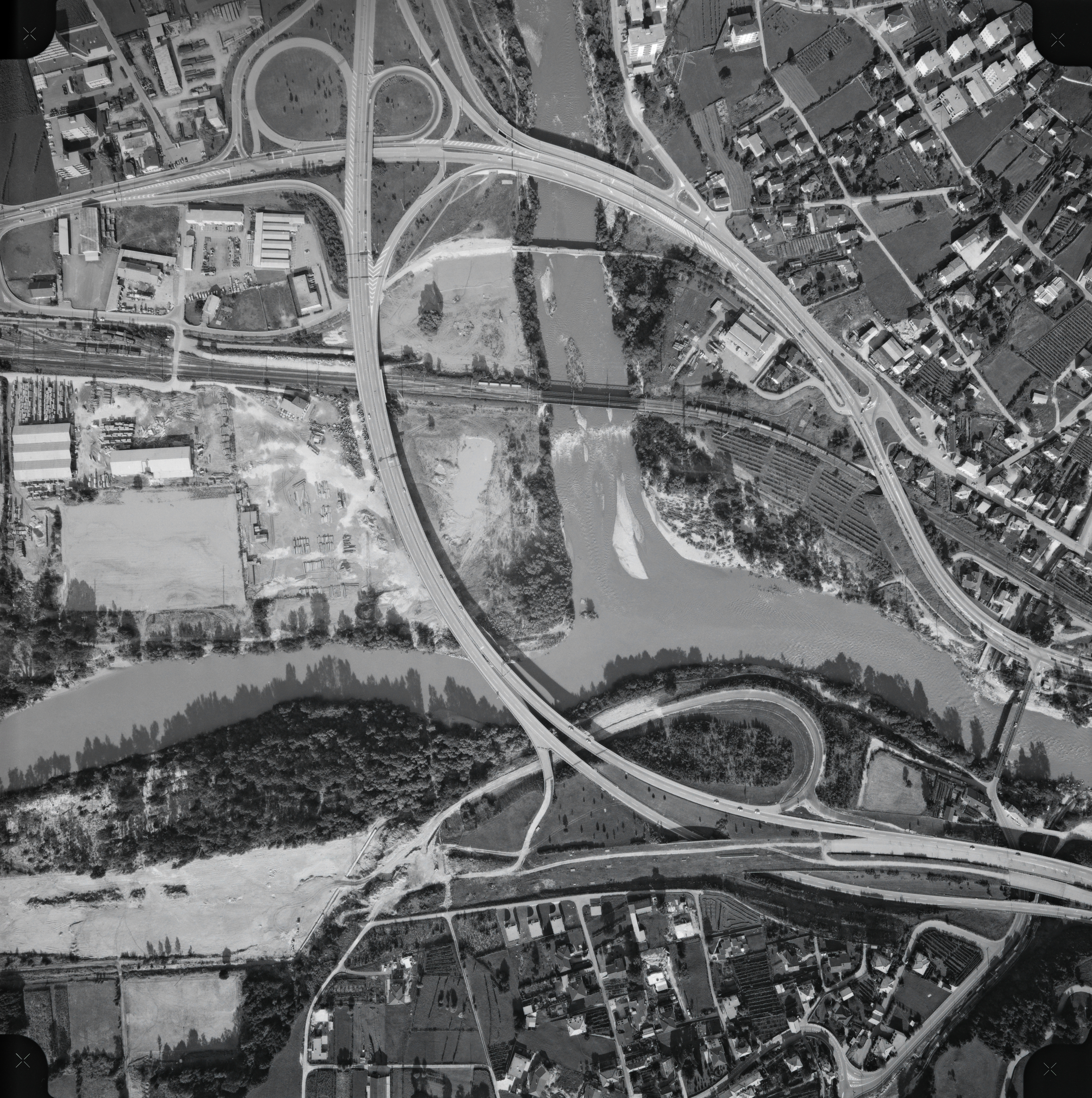
Luftbild (Bau 1978): Ausfahrt Bellinzona-Nord (oben) und Verzweigung Bellinzona-Nord (unten, mit A2)